# Miyazawa Sick Band
Miyazawa Sick Band – nazwa grupy artystów występujących razem z Kazufumi Miyazawą w jego projektach solowych.

## Skład grupy
- Kazufumi Miyazawa – śpiew, gitara klasyczna i elektryczna, sanshin (tradycyjny instrument strunowy z Okinawy)
- Genta – bębny
- Tatsu – bas
- Hiroshi Takano – gitara
- Kenji Imafuku – perkusja
- Fernando Moura – klawisze
- Luis Valle – trąbka
- Claudia Oshiro – chór
- Reiko Tsuchiya – skrzypce i niko